# Lover (album Taylor Swift)
Lover je sedmi studijski album američke pjevačice Taylor Swift. Objavljen je 23. kolovoza 2019. preko Republic Recordsa. Producenti na albumu su Swift, Jack Antonoff, Joel Little, Louis Bell, Frank Dukes i Sounwave. Swift je opisala album kao "ljubavno pismo ljubavi", album slavi uspone i padove ljubavi i unosi vedrije, veselije tonove, odstupajući od mračnih zvukova svog prethodnika, Reputation (2017).
Na albumu, Swift je u suradnji s Dixie Chicks i Brendon Urie. Singlovi s albuma su "Me!" i "You Need To Calm Down" te promotivni singlovi "The Archer" i "Lover". Album je dobio općenito pozitivne kritike kritičara, koji su pohvalili kako Swiftine pjesme prenose emocionalnu zrelost i iskrenost. Nekolicina komentatora smatrala je da je album dug i nedosljedan na mjestima.

## O albumu
Album je snimljen za manje od tri mjeseca, a završio se 24. veljače 2019.
Špekulacije o albumu počele su 24. veljače 2019., kada je Swift na svom Instagram profilu objavila fotografiju sedam palmi, što je kasnije potvrdila danom kad je završila album, i opet 13. travnja, kada Swift je objavila odbrojavanje na svojoj službenoj web stranici, odbrojavajući do ponoći 26. travnja. U ponoć je Swift objavila glavni singl albuma pod nazivom "Me!" s Brendonom Urieom od Panic! at the Disco, zajedno s pratećim glazbenim spotom. Swift je rekla fanovima da pažljivo pogledaju videozapis kako bi pronašli naslov albuma te naziv jedne od pjesama s albuma. Mnogi obožavatelji istaknuli su da je u jednom trenutku videa znak na kojem je ljubavnik (Lover) viđen na vrhu zgrade u pozadini.
13. lipnja 2019. Swift je ovo nagađanje potvrdila u live streamu na Instagramu. Swift je također najavila da će drugi singl albuma, "You Need To Calm Down", biti objavljen sljedećeg dana, 14. lipnja, nakon čega će 17. lipnja uslijediti njegov glazbeni video. U livestreamu, album je opisala kao romantični, navodeći da to nije „samo jednostavno tematski, kao da su to sve ljubavne pjesme ili nešto slično. Ideja da je nešto romantično, ne mora biti sretna pjesma. možete pronaći romansu u usamljenosti ili tuzi ili prolaziti kroz stvari u vašem životu ... to samo gleda na romantični pogled."
Od srpnja 2019. godine, Lover je najpripremljeniji album za kupnju od ženske umjetnice na Apple Music, ukupno preko 178.600 pre-dodataka diljem svijeta na platformi. Lover je za manje od 23 sata na platformi stigao do 2x platforme, postajući najbrži zapadnjački album koji je dostigao ovu potvrdu.
S osamnaest pjesama, ovo je najduže standardno izdanje u Swiftinom katalogu. Deluxe izdanje dodaje dvije glasovne snimke. "Lover" se vraća u sintezu iz 1980-ih kao njen album "1989" (2014) te je odmak od mračnijeg zvuka s "Reputation" koji je bio pod utjecajem hip hopa,

### Singlovi
Pjesma "Me!" s Brendonom Urieom služi kao vodeći singl albuma. Objavljena je zajedno s pripadajućim glazbenim videom 26. travnja 2019. Pjesma je oborila nekoliko rekorda, uključujući najveći jednodnevni skok na ljestvici Billboard Hot 100 u njezinoj povijesti. Vrhunac je bio broj dva u Sjedinjenim Državama i Kanadi, [21] dok je debitirao i dostigao broj 3 na UK Singles Chart. [22]
Drugi singl, "You Need To Calm Down", objavljen je tijekom objave albuma Swifta uživo na Instagramu 13. lipnja 2019., a objavljen je 14. lipnja, zajedno s lirskim videom. U popratnom glazbenom spotu, koji je objavljen 17. lipnja, nastupili su poznate osobe, od kojih je većina dio LGBTQ + zajednice, uključujući Ellen DeGeneres i RuPaul.
Promotivni singl "The Archer" objavljen je kao prvi promotivni singl albuma 23. srpnja 2019. Swift je objasnila da to neće biti singl te ne bi dobila popratni glazbeni video. No, lirski video objavljen je na YouTubeu na dan kad je pjesma objavljena.
16. kolovoza objavila je naslovnu pjesmu albuma, Lover, kao svoj treći singl s albuma te je 22. kolovoza objavila video spot za pjesmu.
Na MTV Video Music Awards 2019. videi za pjesmu "Me!" i "You Need To Calm Down" dobili su dvanaest nominacija. "Me!" osvojio je najbolje vizualne efekte, a "You Need To Calm Down" osvojio je video godine i video za dobro.

## Popis Pjesama
| Standardno izdanje | Standardno izdanje                              | Standardno izdanje                                     | Standardno izdanje          | Standardno izdanje | Standardno izdanje | Standardno izdanje | Standardno izdanje | Standardno izdanje | Standardno izdanje |
| Br.                | Skladba                                         | Tekstopisac                                            | Producenti                  | Trajanje           |                    |                    |                    |                    |                    |
| ------------------ | ----------------------------------------------- | ------------------------------------------------------ | --------------------------- | ------------------ | ------------------ | ------------------ | ------------------ | ------------------ | ------------------ |
| 1.                 | »I Forgot That You Existed«                     | Taylor Swift ▪ Louis Bell ▪ Adam Feeney                | Frank Dukes ▪ Bell ▪ Swift  | 2:51               |                    |                    |                    |                    |                    |
| 2.                 | » Cruel Summer«                                 | Swift ▪ Jack Antonoff ▪ Annie Clark                    | Jack Antonoff ▪ Swift       | 2:58               |                    |                    |                    |                    |                    |
| 3.                 | » Lover«                                        | Taylor Swift                                           | Antonoff ▪ Swift            | 3:41               |                    |                    |                    |                    |                    |
| 4.                 | » The Man«                                      | Swift ▪ Joel Little                                    | Little ▪ Swift              | 3:10               |                    |                    |                    |                    |                    |
| 5.                 | » The Archer«                                   | Swift ▪ Antonoff                                       | Antonoff ▪ Swift            | 3:31               |                    |                    |                    |                    |                    |
| 6.                 | »I Think He Knows«                              | Swift ▪ Antonoff                                       | Antonoff ▪ Swift            | 2:53               |                    |                    |                    |                    |                    |
| 7.                 | » Miss Americana & the Heartbreak Prince«       | Swift ▪ Joel Little                                    | Little ▪ Swift              | 3:54               |                    |                    |                    |                    |                    |
| 8.                 | »Paper Rings«                                   | Swift ▪ Antonoff                                       | Antonoff ▪ Swift            | 3:42               |                    |                    |                    |                    |                    |
| 9.                 | » Cornelia Street«                              | Swift                                                  | Antonoff ▪ Swift            | 4:47               |                    |                    |                    |                    |                    |
| 10.                | » Death by a Thousand Cuts«                     | Swift ▪ Antonoff                                       | Antonoff ▪ Swift            | 3:19               |                    |                    |                    |                    |                    |
| 11.                | »London Boy«                                    | Swift ▪ Antonoff ▪ Cautious Clay ▪ Mark Anthony Spears | Antonoff ▪ Sounwave ▪ Swift | 3:10               |                    |                    |                    |                    |                    |
| 12.                | »Soon You'll Get Better« (ft. Dixie Chicks)     | Swift ▪ Antonoff                                       | Antonoff ▪ Swift            | 3:22               |                    |                    |                    |                    |                    |
| 13.                | » False God«                                    | Swift ▪ Antonoff                                       | Antonoff ▪ Swift            | 3:20               |                    |                    |                    |                    |                    |
| 14.                | » You Need To Calm Down«                        | Swift ▪ Joel Little ▪ Urie                             | Little ▪ Swift              | 2:51               |                    |                    |                    |                    |                    |
| 15.                | » Afterglow«                                    | Swift ▪ Bell ▪ Feeney                                  | Dukes ▪ Bell ▪ Swift        | 3:43               |                    |                    |                    |                    |                    |
| 16.                | » ME« (ft. Brendon Urie of Panic! at the Disco) | Swift ▪ Joel Little                                    | Little ▪ Swift              | 3:13               |                    |                    |                    |                    |                    |
| 17.                | »It's Nice To Have A Friend«                    | Swift ▪ Bell ▪ Feeney                                  | Dukes ▪ Bell ▪ Swift        | 2:30               |                    |                    |                    |                    |                    |
| 18.                | » Daylight«                                     | Swift                                                  | Antonoff ▪ Swift            | 4:53               |                    |                    |                    |                    |                    |
| 61:48              |                                                 |                                                        |                             |                    |                    |                    |                    |                    |                    |

| Deluxe izdanje - Target | Deluxe izdanje - Target                   | Deluxe izdanje - Target                 | Deluxe izdanje - Target    | Deluxe izdanje - Target | Deluxe izdanje - Target | Deluxe izdanje - Target | Deluxe izdanje - Target | Deluxe izdanje - Target | Deluxe izdanje - Target |
| Br.                     | Skladba                                   | Tekstopisac                             | Producent                  | Trajanje                |                         |                         |                         |                         |                         |
| ----------------------- | ----------------------------------------- | --------------------------------------- | -------------------------- | ----------------------- | ----------------------- | ----------------------- | ----------------------- | ----------------------- | ----------------------- |
| 19.                     | »I Forgot That You Existed (piano/vocal)« | Taylor Swift ▪ Louis Bell ▪ Adam Feeney | Frank Dukes ▪ Bell ▪ Swift | 3:30                    |                         |                         |                         |                         |                         |
| 20.                     | »Lover (piano/vocal)«                     | Taylor Swift                            | Antonoff ▪ Swift           | 5:39                    |                         |                         |                         |                         |                         |
| 70:57                   |                                           |                                         |                            |                         |                         |                         |                         |                         |                         |

## Ljestvice
| Ljestvice (2019.)      | Najviša pozicija |
| ---------------------- | ---------------- |
| Australija             | 1                |
| Belgija                | 2                |
| Češka                  | 2                |
| Danska                 | 3                |
| Estonija               | 1                |
| Finska                 | 4                |
| Francuska              | 5                |
| Irska                  | 1                |
| Kanada                 | 1                |
| Mađarska               | 8                |
| Novi Zeland            | 1                |
| Njemačka               | 2                |
| Poljska                | 5                |
| SAD                    | 1                |
| Ujedinjeno Kraljevstvo | 1                |

## Vanjske poveznice
- Reputation  Arhivirana inačica izvorne stranice od 25. kolovoza 2017. (Wayback Machine) na Swift službene web stranice

1. ↑  New Reputation: Taylor Swift shares intel on TS7, fan theories, and her next era. Pristupljeno 29. kolovoza 2019. journal zahtijeva |journal= (pomoć)
2. ↑  Condé Nast. Taylor Swift Might Have Just Dropped a Huge Clue About Her Next Album. Pristupljeno 12. kolovoza 2019. journal zahtijeva |journal= (pomoć)
3. ↑  Everything We Know About Taylor Swift’s 7th Album. Us Weekly (engleski). 13. lipnja 2019. Pristupljeno 12. kolovoza 2019.
4. ↑  Taylor Swift Updates Her Website With Countdown Clock, Teases April 26 Date. Pristupljeno 12. kolovoza 2019. journal zahtijeva |journal= (pomoć)
5. 1 2  Kendall Trammell and Madeline Holcombe CNN. Taylor Swift's snake era evolved into butterflies and pastels in her new song 'ME!'. Pristupljeno 12. kolovoza 2019. journal zahtijeva |journal= (pomoć)
6. ↑  Taylor Swift’s Latest New Album Hint Will Have You Searching Her "ME!” Video For These Clues. Pristupljeno 12. kolovoza 2019. journal zahtijeva |journal= (pomoć)
7. 1 2 3  Taylor Swift Announces New Album 'Lover' Out in August. Pristupljeno 12. kolovoza 2019. journal zahtijeva |journal= (pomoć)
8. ↑  Taylor Swift Announces New Song 'You Need to Calm Down' & 'Lover' Album Release Date. Pristupljeno 12. kolovoza 2019. journal zahtijeva |journal= (pomoć)
9. ↑  Kaitlin Reilly. Taylor Swift Just Broke A Major Record For Women & Pop Stars On Apple Music. Pristupljeno 12. kolovoza 2019. journal zahtijeva |journal= (pomoć)
10. ↑  Facts, Music News. 2019T06:53. “Lover” by @TaylorSwift13 is now the FASTEST Western album in HISTORY to become certified 2x PLATINUM in China, achieving this in less than 23 hours. “reputation” previously held this record, achieving the milestone in 3 days.pic.twitter.com/ohkHBynBUB. @musicnewsfact (engleski). Pristupljeno 2019-08-12 Provjerite vrijednost datuma u parametru: |date= (pomoć)
11. ↑  Catucci, Nick. 23. kolovoza 2019. Taylor Swift Reaches For New Heights of Personal and Musical Liberation on ‘Lover’. Rolling Stone (engleski). Pristupljeno 29. kolovoza 2019.
12. ↑  Taylor Swift: Lover. Pristupljeno 29. kolovoza 2019. journal zahtijeva |journal= (pomoć)
13. ↑  Cinquemani, Sal. Review: Taylor Swift’s Lover Course Corrects in Multiple Directions (engleski). Pristupljeno 29. kolovoza 2019.
14. ↑  Jon Caramanica. 23. kolovoza 2019. Taylor Swift Emerges From the Darkness Unbroken on ‘Lover’. The New York Times (engleski). 0362-4331. Pristupljeno 29. kolovoza 2019.
15. ↑  Lil Nas X's 'Old Town Road' Tops Billboard Hot 100 For Fifth Week, Taylor Swift's 'Me!' Vaults to No. 2. Pristupljeno 12. kolovoza 2019. journal zahtijeva |journal= (pomoć)
16. ↑  Taylor Swift Announces New Album Lover, Releasing New Song Tonight. Pristupljeno 12. kolovoza 2019. journal zahtijeva |journal= (pomoć)
17. ↑  Taylor Swift's new album Lover breaks record before its release. Pristupljeno 12. kolovoza 2019. journal zahtijeva |journal= (pomoć)
18. ↑  Every celebrity in Taylor Swift's 'You Need to Calm Down' music video. Pristupljeno 12. kolovoza 2019. journal zahtijeva |journal= (pomoć)
19. ↑  First Stream: New Music From Chance The Rapper, Taylor Swift, Lil Nas X & RM of BTS & More. Pristupljeno 12. kolovoza 2019. journal zahtijeva |journal= (pomoć)
20. ↑  Taylor Swift - The Archer (Lyric Video). Pristupljeno 12. kolovoza 2019.
21. ↑  Taylor Swift Releases Super Romantic New Track 'Lover': Stream it Now. Pristupljeno 29. kolovoza 2019. journal zahtijeva |journal= (pomoć)
22. ↑  MTV VMAs 2019: See The Full List of Winners Here. Pristupljeno 29. kolovoza 2019. journal zahtijeva |journal= (pomoć)
23. ↑  Lover (album). Wikipedia. 13. rujna 2019. Pristupljeno 13. rujna 2019.